# Michel-Antoine David
Pour les articles homonymes, voir David.
Michel-Antoine David, dit David l’aîné, né le 8 mars 1716 à Paris et mort le 17 mars 1769 dans cette même ville, est un imprimeur et éditeur français.
Son acte de baptême a été relevé par Léon de Laborde dans les registres de l'église Saint-André-des-Arts :
« Le 9 mars 1716 fut baptisé Michel Antoine, né le jour précédent, fils de Michel Etienne David, libraire, & de Marie Jeanne de Hurepoix. Le parrain : Antoine Thomas, conseiller notaire au Chatelet de Paris, par. St Sulpice ; la marraine : Jeanne de Louann, par. St Germain. »
D’une famille d’imprimeurs, fils de Michel Étienne David, imprimeur et consul de Paris, petit-fils de l’imprimeur Michel David et neveu de l'imprimeur-libraire Christophe David, il devint membre de la corporation des libraires et imprimeurs de Paris, le 2 mai 1732.
Il fut au nombre des quatre libraires associés dans la publication de l’Encyclopédie ou Dictionnaire raisonné des sciences de Diderot et D’Alembert.

## Sources
1. ↑  Bibliothèque nationale de France, Manuscrits, Fonds Laborde, fiche n° 15.711.

- Augustin-Martin Lottin, Catalogue chronologique des libraires et des libraires-imprimeurs de Paris depuis l’an 1470… jusqu’à présent, Paris, 1789, 2 vol.
- Marie-Anne Merland et Jehanne Reyniers, « La Fortune d’André-François Lebreton », Revue française d’histoire du livre, jan.-mars 1979.
- Jean-Dominique Mellot et Élisabeth Queval, Répertoire d’imprimeurs/libraires (vers 1500-vers 1810), Paris, Bibliothèque nationale de France, 2004, p.170.